# Круїз-контроль

Круї́з-контро́ль (англ. cruise control — «керування крейсерським режимом», нім. Tempomat) — пристрій, що підтримує постійну швидкість автомобіля, автоматично додаючи її при зниженні швидкості руху і зменшуючи швидкість при її збільшенні, приміром, на спусках, без участі водія.
Зручний у далеких дорогах, коли важко утримувати протягом великого проміжку часу педаль газу в одному положенні.
Встановлюється як на автомобілі з автоматичною коробкою передач, так і на автомобілі з механікою.
Набув найбільшого поширення в США, що логічно, враховуючи кількість довгих автомагістралей, що сполучають передмістя мегаполісів.

## Історія
Перший в світі автомобільний круїз-контроль був винайдений сліпим інженером Ральфом Тітором у далекому 1950 році. Проте патент був лише на ідею даного пристрою і не мав жодних ескізів чи розробок. Оригінальна назва винаходу була: «Controlmatic», «Touchomatic», «Pressomatic» та «Speedostat».
Першим серійним легковим автомобілем з системою круїз-контроль став Chrysler Imperial 1958 року випуску. Ця система отримала назву «Auto-pilot» і працювала наступним чином: додатковий електродвигун підкорегував положення дросселя, виходячи з показників швидкості карданного валу та троса спідометра, чим і регулював швидкість руху автомобіля.
Перший електронний круїз-контроль був виготовлений через 10 років американською компанією «RCA Corporation», яка була виробником електроніки.
Після нафтової кризи 1973 року круїз-контроль став дуже популярним, оскільки значною мірою економив паливо. Вже в 1974 році такі корпорації як: «AMC», «GM», «Chrysler» та «Ford», почали пропонувати круїз-контроль як опцію для всіх своїх моделей за доплату 60 — 100 доларів США.
Перший адаптивний круїз-контроль (ACC) з'явився тільки на початку 1990-х років в Японії і був дуже не досконалим, бо лише попереджував водія про небезпеку, натискаючи педаль гальма. Повноцінний адаптивний круїз був представлений тільки в 1999 році компанією «Mercedes-Benz» на моделі S-клас і мав назву «Distronic».
Система автономного водіння, яка по суті є 4 рівнем самостійності круїз-контролю, була впроваджена в автомобілі «Tesla» в кінці 2015 року разом з програмним оновленням 7.0 на «Model S» та «Model X». Наразі це найсучасніший вид даної функції.

## Типи Круїз-контролю
Всього існує 4 типи круїз-контролю, які відрізняються між собою складністю систем та рівнем автоматизації водіння.

### Обмежувач Швидкості
Система виконує роль обмежувача максимальної швидкості, а саме автомобіль перестає набирати швидкість, досягнувши заданої. Зазвичай встановлюється на комерційний транспорт, щоб не допустити перевищення швидкості на дорогах загального користування. Також може бути встановлена на автомобілі з великою потужністю задля безпеки водія і пасажирів.

#### Принцип роботи
Принцип роботи дуже простий: датчик швидкості передає в блок управління сигнал, що дозволяє відстежити швидкість руху автомобіля. При надходженні заданої кількості імпульсів пристрій блокує подачу палива і машина починає поступово зменшувати оберти.

### Круїз-контроль
Стандартний круїз-контроль це доволі розповсюджена система в багатьох сучасних автомобілях, яка дозволяє обирати та підтримує обрану швидкість руху, проте не може підтримувати безпечну дистанцію до автомобіля попереду. Моментально вимикається при натисканні будь-якої з 2-х (для автомобілів з механічною трансмісією 3-х) педалей.

#### Принцип роботи
Система складається з блоку керування, який має зв'язок з панеллю приладів, датчиком обертів двигуна, швидкості та електронним дроселем.
Органи керування даною системою, як правило, знаходяться на кермі у вигляді кнопок або спеціального джойстика

### Автопілот
Наразі це найсучасніша версія круїз-контролю, запроваджена в масове виробництво компанією «Tesla». Будь-яка з моделей на якій встановлений автопілот може триматися в межах своєї смуги, пересуваючись автономно по дорозі, уникати зіткнення за допомогою гальмування і рульового управління, знайти місце для паркування і припаркуватися, регулювати свою швидкість в залежності від інтенсивності руху, в тому числі до зупинки ТЗ  і змінювати смугу руху на вимогу водія, достатньо ввімкнути вказівник повороту.

#### Принцип роботи
Система автономного водіння від «Tesla» в своїй основі користується всіма вище перерахованими системами та блокам управління, але попри все це вона має 12 ультразвукових датчиків дальнього радіусу дії, розташованих навколо автомобіля для того щоб «зондувати», що відбувається навколо в діапазоні до 4,8 метрів в будь-якому напрямку і при будь-якій швидкості. Якщо додати до цього ще високоточний GPS і систему, яка обробляє всі дані з зазначених пристроїв для формування віртуального образу дороги і обстановки попереду, то отримаємо майже безпілотний автомобіль. Та найважливіший компонентом є програмне забезпечення з функцією самонавчання, що дозволяє покращити безпеку та підлаштувати автомобіль до реальних умов.